# Zubrohlava
Zubrohlava je naseljeno mjesto u okrugu Námestovo u Žilinskom kraju u Slovačkoj.

## Stanovništvo
| Godina:     | 1993. | 2003.    | 2013.   | 2023.    |
| ----------- | ----- | -------- | ------- | -------- |
| Broj ljudi: | 1733  | 2032     | 2232    | 2493     |
| Razlika:    |       | +17,25 % | +9,84 % | +11,69 % |

| Godina:     | 2022. | 2023.   |
| ----------- | ----- | ------- |
| Broj ljudi: | 2456  | 2493    |
| Razlika:    |       | +1,50 % |

Prema podatcima o broju stanovnika iz 2023. godine naselje je imalo 2493 stanovnika.

## Vanjske poveznice
|  | Zajednički poslužitelj ima još gradiva o temi Zubrohlava |

- Službena stranica naselja (sl.)